# Ibn Zabara
Yosèf ben Meir Ibn Zabara (in ebraico: יוסף בן מאיר אבן זבארה, /joˈsɛf ben meˈiʀ ibᵊn zaˈbaʀa/; Barcellona, circa 1140 – Barcellona, circa 1200) è stato uno scrittore e medico ebreo catalano.

## Biografia
Di lui non si sa molto, e il poco che conosciamo proviene quasi tutto dalla sua opera letteraria.
Ibn Zabara nacque a Barcellona poco prima della metà del XII secolo. È possibile che la sua fosse una delle molte famiglie ebraiche che, proprio in quegli anni in cui gli Almohadi conquistavano la parte musulmana della Penisola iberica (quella che per gli Ebrei era Sefarad), si erano rifugiate in terre cristiane, tra le quali la Catalogna. Ciò che invece sappiamo con maggiore certezza è che già da giovane Yossef si mise in viaggio: dalla Catalogna passò all'Occitania, per entrare nella scuola del rabbino Yossef Kimchi (padre dell'esegeta David Kimchi) a Narbona.
Siamo quasi certi che Ibn Zabara fosse anche medico, o comunque avesse delle solide conoscenze di medicina.
Anche dopo gli anni dello studio, il viaggio rimase un tratto costante della sua vita: la sua vita non fu facile, dovette lasciare Barcellona alla ricerca di conoscenza e di fortuna personale, e probabilmente la seconda delle due rimase lontana da lui; solo alla fine della sua vita ritornò a Barcellona, dove morì.
Studiò astronomia, filosofia, musica, matematica e altre scienze; era un esperto di fisiognomonia, conosceva proverbi arabi e, naturalmente, anche la letteratura religiosa del Talmud, anche se non sappiamo con quale livello di approfondimento.
Suo mecenate fu un ricco cortigiano dei conti-re di Catalogna, Sheshet Benvenist (1131-1209), medico di Alfonso I il Casto (che regnò dal 1174 al 1196) e di Pietro I il Cattolico (dal 1196 al 1213).

## Opere
Di Yossef Ibn Zabara abbiamo alcune opere letterarie: la più estesa ed importante è il Sèfer Sha‘ashu‘im, dedicato proprio a Shèshet Benvenist; abbiamo poi un piccolo poema didattico di argomento medico, i Batté ha-Nèfesh ('Le strofe dell’anima', o anche 'Le sedi dell’anima'), e altre operette come "I detti dei medici", "Il voto di una vedova" e "Il detto del giudizio di una donna", che potrebbero anche essere parti estrapolate del Sèfer Sha‘ashu‘im.
Oltre all'arabo e all'ebraico, Ibn Zabara parlava il catalano, lingua della sua città d'origine, probabilmente il ladino (giudeo-castigliano), e forse conosceva anche alcune opere della poesia in lingua volgare di allora (le opere dei trovatori e la letteratura cavalleresca). Ciononostante, come scrive lo studioso olandese Arie Schippers,

### IlSefer Shaashuim
L'opera più importante di Ibn Zabara è, senza dubbio, il Sèfer Sha‘ashu‘im ('Libro di piacevolezze', o 'di intrattenimenti'). L'opera fu scritta tra il 1170 e il 1200, e normalmente viene ricondotta al genere letterario arabo della maqama: la maqama è un'opera in prosa rimata, con l'inserzione di frammenti in versi, che presenta una successione di episodi narrativi come aneddoti, racconti più o meno popolari, e anche descrizioni di fatti realmente accaduti. Questo genere (letteralmente, in arabo, 'riunione', 'assemblea') compare a Baghdad nel IX secolo, ma l'epoca in cui essa conosce la popolarità più ampia è proprio all'inizio del XII secolo, grazie all'opera letteraria dello scrittore arabo al-Ḥariri di Bassora.
Non solo gli arabi, tuttavia, ma anche alcuni autori ebrei (soprattutto nella Penisola Iberica) scrissero maqamat in ebraico, e tra loro Ibn Zabara fu probabilmente il primo a scrivere in ebraico in prosa rimata.
Nel suo Sèfer si può distinguere una cornice narrativa, che è creazione originale dell'autore, con molti dettagli autobiografici, e i racconti ed aforismi, che invece provengono – almeno in buona parte – da una tradizione anteriore.
Per quello che riguarda la cornice autobiografica, già nel 1894 Israel Abrahams segnalava che: 
Il narratore e protagonista, che parla in prima persona, si chiama Giuseppe, come l'autore, e come lui è medico a Barcellona. Giuseppe si lascia convincere da un uomo di statura gigantesca, di nome Enan, ad accompagnarlo in un viaggio verso la città in cui il gigante ha la sua casa. Il viaggio comincerà soltanto dopo una lunga conversazione sull'opportunità di lasciare Barcellona, con le opportunità e le garanzie che la città offre. E finalmente Giuseppe ed Enan partono in groppa ai loro asini, visitando città e intavolando lunghe discussioni; il cammino dei due compagni continuerà attraverso la Penisola Iberica, passando per la città di "Toba" (probabilmente Córdoba), e per la città – che resta anonima – dove vive Enan.
Una notte, finalmente, Giuseppe si adira con il suo compagno perché questi mette la museruola al suo asino affamato. È un momento chiave della narrazione, perché il gigante approfitta di questa accusa per rivelare a Giuseppe di essere un demonio, discendente di un’antica famiglia di diavoli; nonostante ciò, Giuseppe non deve aver paura, perché Enan non è stato mandato per fargli alcun danno.
Alla fine, però, Giuseppe non apprezzerò la città di Enan, dove ognuno pensa solo a sé stesso e ai beni materiali, e anche la sua amicizia con Enan progressivamente si deteriora: Giuseppe deciderà di tornare a casa sua.
Mentre viaggiano da una città all’altra, anzi ancora prima di partire, i due compagni si raccontano storie: quindici novelle. A volte i personaggi utilizzano i racconti per dimostrare le proprie tesi (un espediente stilistico che ritroveremo spesso anche nella narrativa romanza, e non a caso in Ramon Llull), altre volte i racconti del medico e del gigante servono solo come intrattenimento. I loro dialoghi sono arricchiti anche da un gran numero di aforismi, spesso attribuiti a Platone ed Aristotele.
Oltre alla parte narrativa (il viaggio), ai quindici racconti "maggiori", ad altri aneddoti più brevi ed aforismi, un'altra componente dell'opera è la discussione su temi di carattere scientifico: dai luoghi in cui si localizzano i sensi nel cervello ai sali del mar Morto, dalla fisiologia umana a virtù e difetti del vino, e così via.
Insieme con altri autori arabi ed ebrei della Penisola Iberica, Ibn Zabara giocò un ruolo importante nella trasmissione della cultura orientale verso ovest. I suoi racconti seguono come modelli opere come il Libro di Calila e Dimna (parte dell’indiano Pañcatantra, tradotto poi dal sanscrito in medio-persiano e da questa lingua all'arabo da Ibn al-Muqaffa nell'VIII secolo), o il persiano Libro de’ sette savi, o ancora il racconto di Sindbad il marinaio. Alcuni dei racconti stessi di Ibn Zabara si troveranno più avanti in raccolte cristiane di exempla, come il Conde Lucanor dell'infante don Juan Manuel o il Libro de buen amor dell'arciprete di Hita, entrambi composti verso il 1330.
Camminare attraverso la Penisola Iberica nel XII secolo significava attraversare città e regioni che erano cristiane da secoli (come Barcellona), territori che da pochi decenni erano stati conquistati agli Almohadi da parte dei regni di Aragona o di Castiglia (come Toledo), e città che appartenevano ancora al dār al-Islām. Questo viaggio, quindi, era anche un percorso attraverso comunità religiose e differenti stili di convivenza. Non a caso, quindi, nelle novelle e soprattutto nelle lunghe discussioni tra Giuseppe ed Enan troveremo l'eco degli incontri e delle tensioni tra Ebrei, cristiani e musulmani. Un dettaglio interessante, per esempio, riguarda la novella di un "cristiano segreto": un ebreo che segretamente prega l'immagine di un crocifisso. È una situazione contraria a quella che si incontrerà negli stessi territori soltanto pochi secoli più tardi, quando si diffonderà il fenomeno degli "Ebrei segreti", costretti ad una conversione al cristianesimo che a volte era soltanto esteriore.
Nel Medioevo centrale, questo viaggiare attraverso i confini assai permeabili che separavano l'Europa "cristiana" da quella "musulmana", era tipico soprattutto degli Ebrei. Non è un caso l'ebreo Ibn Zabara, scrivendo in ebraico, dia questo contributo importante al passaggio di testi e di topoi letterari dal mondo arabo al mondo latino.